# Ariena Mietałłurg
Ariena Mietałłurg (ros. Арена Металлург) – hala widowiskowo-sportowa w Magnitogorsku, w Rosji, wykorzystywana głównie w charakterze lodowiska. Została otwarta 12 stycznia 2007 roku. Może pomieścić 7700 widzów. Swoje spotkania rozgrywają w niej hokeiści klubu Mietałłurg Magnitogorsk oraz młodzieżowej drużyny Stalnyje Lisy Magnitogorsk.
Umowa na budowę areny podpisana została 19 maja 2005 roku, a symboliczny kamień węgielny położono 1 września 2005 roku. Głównym wykonawcą była fińska firma Lemcon, a autorem projektu fińska pracownia architektoniczna Pöyry. Uroczyste otwarcie obiektu miało miejsce 12 stycznia 2007 roku.
Głównym użytkownikiem areny jest klub hokejowy Mietałłurg Magnitogorsk. Już w sezonie 2006/2007, w którym zespół rozpoczął grę na nowym obiekcie (przed przeprowadzką drużyna występowała w położonym niedaleko Pałacu Sportu), klub zdobył swoje trzecie mistrzostwo Rosji. W 2008 roku drużyna wygrała Puchar Mistrzów IIHF. Od sezonu 2008/2009 zespół występuje w nowo utworzonych rozgrywkach KHL. Powstała wówczas także drużyna młodzieżowa Stalnyje Lisy Magnitogorsk, występująca w lidze MHL (w premierowym sezonie zespół wygrał te rozgrywki). W latach 2014 i 2016 Mietałłurg zdobył dwa kolejne mistrzostwa kraju.
W kwietniu 2018 roku obiekt był jedną z aren mistrzostw świata elity w hokeju na lodzie do lat 18. Poza organizacją meczów hokeja na lodzie, obiekt jest również przystosowany do goszczenia innych dyscyplin sportowych, jak również imprez pozasportowych, np. koncertów.